# Compagnie des compteurs
La Compagnie des compteurs est une ancienne société de fabrication de compteurs d'eau et d'électricité. Elle est née en 1872 de l'union entre Chamon et Nicolas pour exploiter en commun un atelier de fabrication de compteurs de gaz en France.
En 1881, l'atelier situé à 53, rue Rodier, dans le 9e arrondissement de Paris s'agrandit. La particularité de cette entreprise était d’avoir un conseil constitué par les présidents de la plupart des sociétés de distribution de gaz. Ces dernières acquirent par la suite les concessions de distribution d’eau et d’électricité et la Compagnie des compteurs étendit ses fabrications aux compteurs d’eau et d’électricité. 

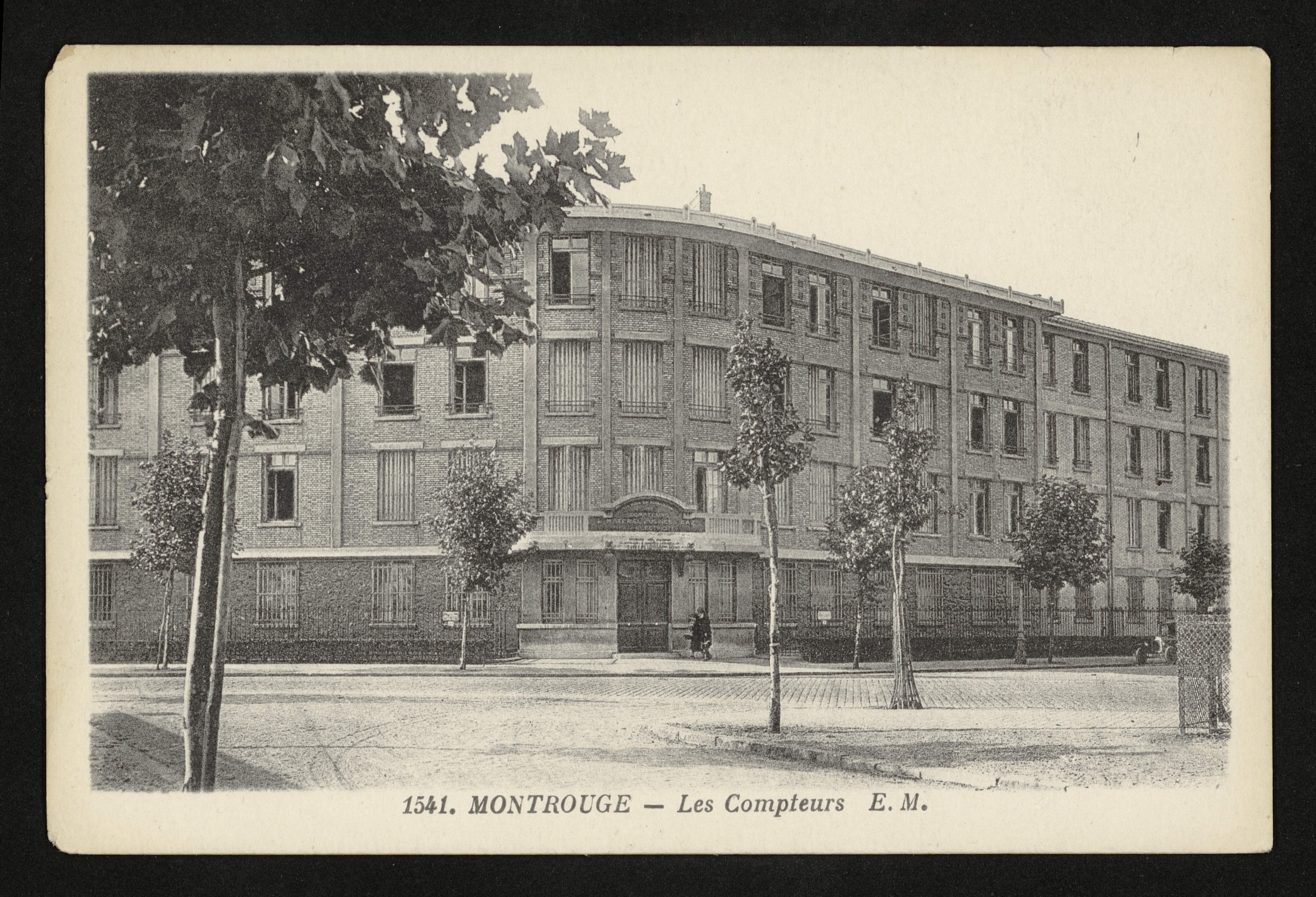
Les Compteurs, Montrouge

La création d'une usine à Montrouge démarre en 1917 pour devenir un site occupant huit hectares. La société devient un département du ministère des PTT qui développe à la fin des années 1920 la recherche dans le domaine de la télévision inventée par l'un de ses ingénieurs, René Barthélemy. La Compagnie française de télévision est créée en mai 1936 à parts égales entre la Compagnie des compteurs et la CSF.
De 1925 à 1956, René Couffon en est directeur.
La CDC absorbe à la fin des années 1940 la Société des constructions radioélectriques du Centre à Saint-Étienne (oscilloscopes, générateurs de fonctions et autres appareils de mesure).
En 1970, la société contrôlait 79 sociétés employant plus de 20 000 personnes (dont près de 10 % d'ingénieurs) avec un capital de 147 160 000 FF quand elle est rachetée par Schlumberger. Schlumberger a revendu son activité eau, énergie thermique, gaz et électricité en 2001 à Actaris, elle-même rachetée par Itron, et son activité de compteurs (gestion du stationnement et billettique pour les transports publics) a pris le nom commercial de Parkeon en 2003.

## Sources
Jacques Pelpel, Historique de la Compagnie des compteurs, Centre de recherche sur la culture technique, Neuilly-sur-Seine, 1987, sur irevues.